# Stan przewodzenia
Stan przewodzenia - stan elementu półprzewodnikowego zawierającego złącze p-n, w którym rezystancja pomiędzy jego połączeniami wyjściowymi jest stosunkowo niewielka. 
Dla podstawowego złącza p-n jakim jest dioda stan przewodzenia uzyskuje się przez polaryzację w kierunku przewodzenia. Następuje to poprzez przyłożenie napięcia dodatniego do obszaru typu "p" oraz napięcia ujemnego do obszaru typu "n". Dla bardziej skomplikowanych struktur, takich jak tyrystor lub triak stan przewodzenia jest osiągany w bardziej złożony sposób (poprzez użycie trzeciego napięcia podawanego na tzw. bramkę)
Oporność dynamiczna w stanie przewodzenia jest silnie nieliniowa - wartość rezystancji zmniejsza się ze wzrostem przepływającego prądu. Skutkuje to stałością spadku napięcia na elemencie półprzewodnikowym (w zależności od rodzaju użytych materiałów i rozwiązań konstrukcyjnych od 0,2 V do 1,5 V). Każdy element półprzewodnikowy posiada górną granicę natężenia prądu jaki może przez niego płynąć w stanie przewodzenia. Wartość tej granicy wynika z gospodarki cieplnej układu - jeśli nie zostanie zapewnione odpowiednie chłodzenie struktury wówczas wydzielająca się energia cieplna spowoduje uszkodzenie struktury.
Nielinowość charakterystyki napięcie-prąd w stanie przewodzenia jak również w stanie zaporowym jest szeroko stosowana m.in. w układach prostowniczych.